# Rete tranviaria di Berlino
La rete tranviaria di Berlino (in tedesco Straßenbahn Berlin) è un sistema di trasporti tranviari situato nella capitale tedesca. Gestita dalla compagnia BVG, è parte integrante della rete di trasporti pubblici urbani di Berlino ed è estesa per 189,4 km. È la terza rete tranviaria più estesa del mondo nonché una delle più antiche. A causa dello smantellamento delle vecchie linee che venne attuato dalle amministrazioni di Berlino Ovest per favorire il trasporto su gomma, la rete tranviaria di Berlino oggi si estende quasi unicamente sui territori della ex Berlino Est.
Nell'anno 2010 la rete ha avuto un flusso complessivo di circa 166,5 milioni di passeggeri.

## Rete
La rete attuale consta di 22 linee urbane, gestite dalla BVG. Di queste, 9 sono dette MetroTram: sono più frequenti (minimo ogni 10 minuti nelle ore diurne) e viaggiano 24 ore al giorno. Le linee urbane in esercizio sono:
|  | Mitte, Am Kupfergraben ↔ Niederschönhausen, Schillerstraße / Rosenthal Nord                       |
|  | S+U-Bhf. Alexanderplatz/Dircksenstraße ↔ Am Steinberg (- Heinersdorf)                             |
|  | S-Bhf. Hackescher Markt ↔ Hohenschönhausen, Zingster Straße / Falkenberg                          |
|  | (S+U-Bhf. Hauptbahnhof -) S-Bhf. Hackescher Markt ↔ Hohenschönhausen, Zingster Straße             |
|  | (S-Bhf. Hackescher Markt -) Landsberger Allee/Petersburger Straße ↔ Hellersdorf, Riesaer Straße   |
|  | (S+U-Bhf. Hauptbahnhof -) Landsberger Allee/Petersburger Straße ↔ Ahrensfelde                     |
|  | U-Bhf. Turmstraße ↔ S+U-Bhf. Warschauer Straße                                                    |
|  | Wedding, Virchow-Klinikum ↔ S-Bhf. Warschauer Straße                                              |
|  | (Falkenberg -) Gehrenseestraße ↔ S-Bhf. Adlershof                                                 |
|  | Mitte, Am Kupfergraben ↔ Weißensee, Pasedagplatz                                                  |
|  | S+U-Bhf. Frankfurter Allee ↔ Ahrensfelde                                                          |
|  | Landsberger Allee/Petersburger Straße ↔ Hellersdorf, Riesaer Straße                               |
|  | S+U-Bhf. Lichtenberg/Gudrunstraße ↔ S-Bhf. Schöneweide                                            |
|  | Krankenhaus Köpenick ↔ Weißensee, Pasedagplatz                                                    |
|  | S+U-Bhf. Lichtenberg/Gudrunstraße ↔ S-Bhf. Schöneweide                                            |
|  | (Wedding, Virchow-Klinikum -) Prenzlauer Berg, Björnsonstraße ↔ Französisch Buchholz, Guyotstraße |
|  | Johannisthal, Haeckelstraße ↔ Friedrichshagen, Altes Wasserwerk                                   |
|  | S-Bhf. Schöneweide ↔ Rahnsdorf, Waldschänke                                                       |
|  | Wendenschloß ↔ S-Bhf. Mahlsdorf                                                                   |
|  | Mahlsdorf, Rahnsdorfer Straße ↔ Landschaftspark Johannisthal                                      |
|  | Krankenhaus Köpenick ↔ S-Bhf. Schöneweide                                                         |
|  | S-Bhf. Köpenick ↔ Schmöckwitz                                                                     |

Vi sono poi due linee extraurbane, esercite da due diverse società:
- 87 S-Bhf. Rahnsdorf ↔ Woltersdorf Schleuse (tranvia di Woltersdorf)
- 88 S-Bhf. Friedrichshagen ↔ Schöneiche ↔ Rüdersdorf (tranvia di Schöneiche e Rüdersdorf, a scartamento metrico)

## Storia

### Le origini

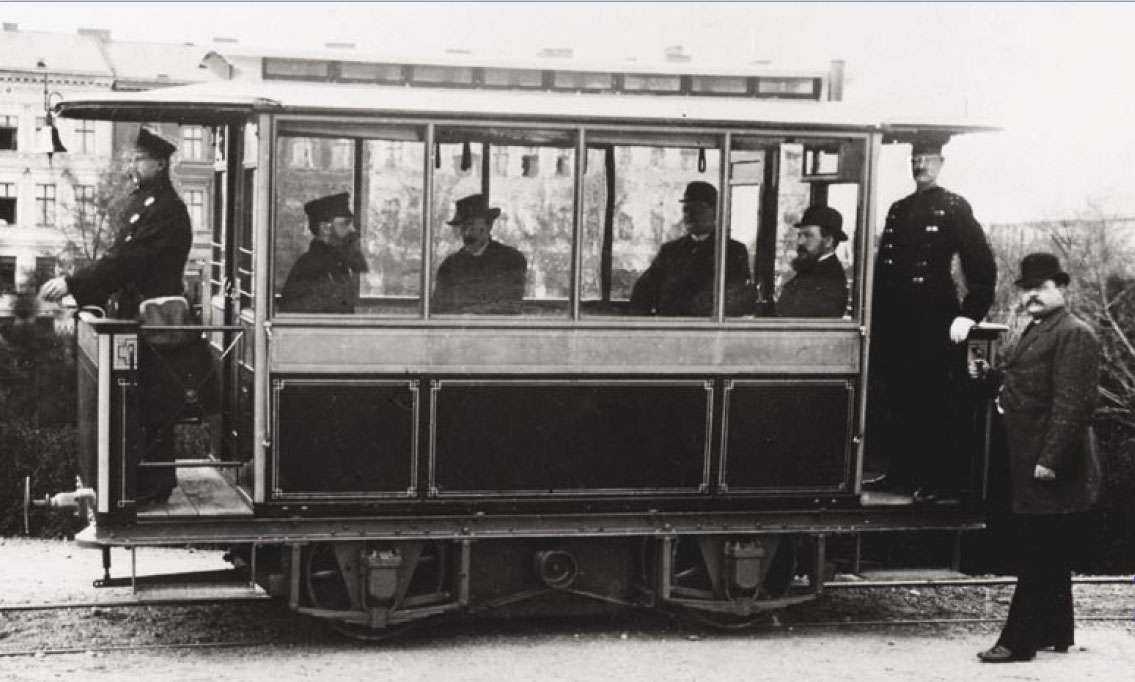
Tram elettrico a Groß-Lichterfelde (1882).

La prima linea entrò in servizio il 22 giugno 1865: si trattava di una tranvia extraurbana a cavalli, che collegava la Porta di Brandeburgo con Charlottenburg (all'epoca città indipendente), percorrendo la Straße des 17. Juni; dopo pochi mesi, la linea fu prolungata all'interno della città di Berlino, fino a raggiungere il Kupfergraben presso l'Isola dei musei.
Nel 1881, a Groß-Lichterfelde (all'epoca comune rurale indipendente da Berlino), l'ingegnere Ernst Werner von Siemens progettò e costruì la prima tranvia elettrica al mondo. Il successo di questa linea sperimentale diffuse la trazione elettrica in tutte le reti tranviarie. L'elettrificazione di quella di Berlino (nel frattempo estesasi prepotentemente) fu attivata dal 1895 al 1902.
Le linee della rete erano gestite da una miriade di società, alcune private, altre pubbliche, riflesso della frammentazione amministrativa della conurbazione berlinese.

### Fra le due guerre

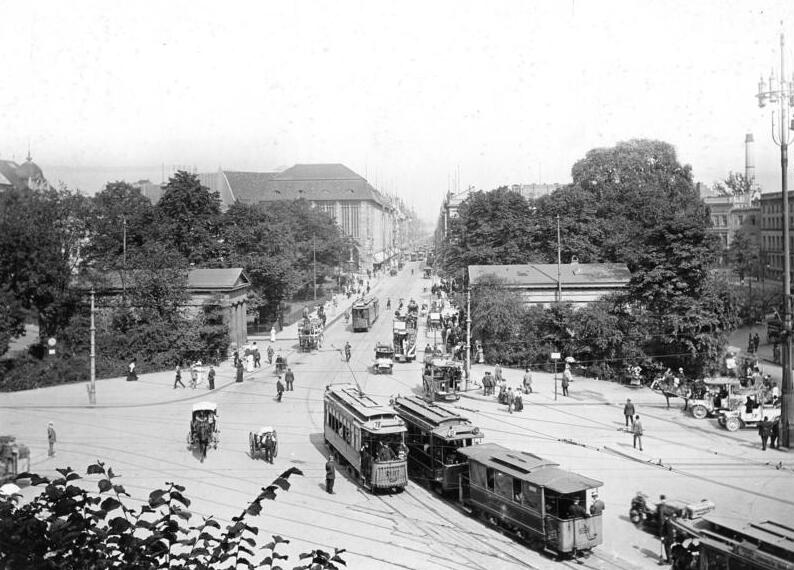
Tram in Potsdamer Platz e Leipziger Straße.

Il 13 dicembre 1920, in seguito alla creazione della "Grande Berlino", le numerose società esercenti furono unificate nella società Berliner Straßenbahn, che operò con molte difficoltà nel tumultuoso dopoguerra. Stabilizzatasi, dal 1º gennaio 1929 la società acquisì anche le reti della metropolitana (U-Bahn) e degli autobus, divenendo Berliner Verkehrs-AG (BVG).
Fu questo il periodo d'oro della rete berlinese: alla fondazione della BVG erano in servizio 89 linee, per 634 km di rete.
Le prime soppressioni datano dal 1931, a causa della crisi economica; anche durante il successivo periodo nazionalsocialista la rete fu ridotta, eliminando le linee tranviarie dagli assi rappresentativi come la Straße des 17. Juni. Il progetto di trasformare la città nella monumentale Welthauptstadt Germania prevedeva l'eliminazione totale delle tranvie, sostituite da un'immensa rete di metropolitane sotterranee.

### Il secondo dopoguerra e la divisione della città
Durante la seconda guerra mondiale la rete subì, come tutta la città, danni disastrosi, tuttavia riparati rapidamente.
Nel 1949, in seguito alla divisione della Germania e della città, nel settore orientale fu fondata una nuova società (la cosiddetta BVG (Ost)), in risposta alla BVG avente sede nei settori occidentali. Le due società gestirono le due parti della rete fino al 1953, quando furono interrotti tutti i punti di passaggio fra i settori, creando due reti separate.

### La rete occidentale (1953-1967)
Nei settori occidentali si scelse presto di dismettere gradualmente la rete tranviaria, sostituita dai più agili autobus o, sulle tratte più frequentate, dalle estensioni della metropolitana (U-Bahn), seguendo un modello statunitense di "città dedicata all'automobile" (Autogerechte Stadt).
Si iniziò dalla soppressione della linea del Kurfürstendamm (1954) e dall'eliminazione delle tranvie dirette verso Heiligensee, Konradshöhe e Wittenau (1958), queste ultime sostituite in parte dall'estensione della metropolitana (linea 6).
Negli anni sessanta le soppressioni di linee si susseguirono rapidamente, nonostante alcune nuove sistemazioni urbanistiche (Breitscheidplatz, Ernst-Reuter-Platz) avessero previsto il mantenimento dei tram. L'ultima linea (55 Bf. Zoologischer Garten ↔ Hakenfelde) cessò il servizio il 2 ottobre 1967.
La reintroduzione del tram a Berlino Ovest fu decisa nel 1987 dal Senat, che approvò la progettazione di due linee, da Charlottenburg a Spandau lungo la Heerstraße, e da Mariendorf a Marienfelde lungo il Tempelhofer Damm. La riunificazione della città (1990) distolse però l'attenzione da questi progetti, che non furono mai realizzati.

### La rete orientale (1953-1990)

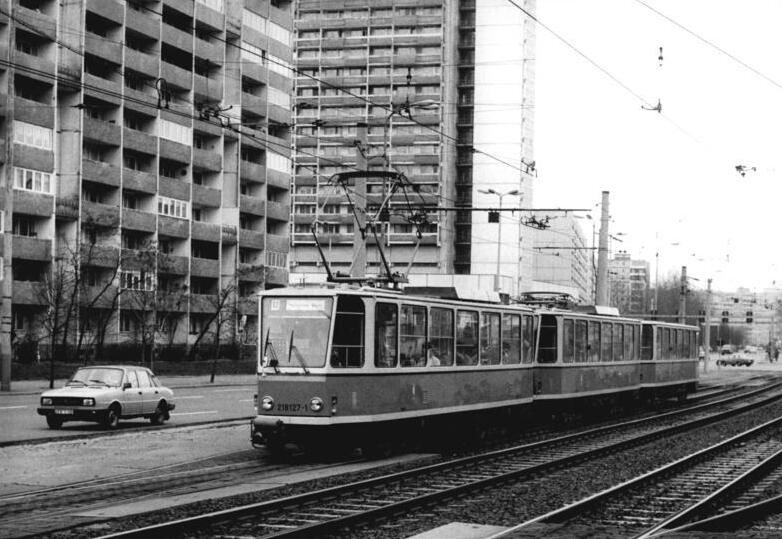
Tram nella Mollstraße (1989).

Anche nel settore orientale i piani prevedevano la graduale dismissione della rete tranviaria, da sostituirsi con metropolitane sotterranee e filovie. Poiché però lo scavo di linee sotterranee era reso impossibile da motivi economici e tecnici (tutte le forze erano concentrate sulla ricostruzione del centro della città, gravemente danneggiato dalla guerra), ci si limitò ad eliminare le tranvie dalle aree più rappresentative (Rathausstraße, 1951; Alexanderplatz, 1967; Ostbahnhof, 1969; Leipziger Straße, 1970; linea Treptow-Niederschöneweide, 1973), con effetti deleteri per l'efficienza della rete, allontanata dagli assi più frequentati e dagli interscambi con le reti S-Bahn e U-Bahn.
Un'importante svolta avvenne a partire dal 1975, con la costruzione di numerosi prolungamenti, con caratteristiche di tranvia veloce, per servire i nuovi quartieri residenziali che stavano sorgendo alla periferia della città (Marzahn, Hohenschönhausen, Hellersdorf), e la contemporanea rinuncia alla costruzione di metropolitane sotterranee, che avrebbero richiesto sforzi economicamente insostenibili.

### Dopo la riunificazione

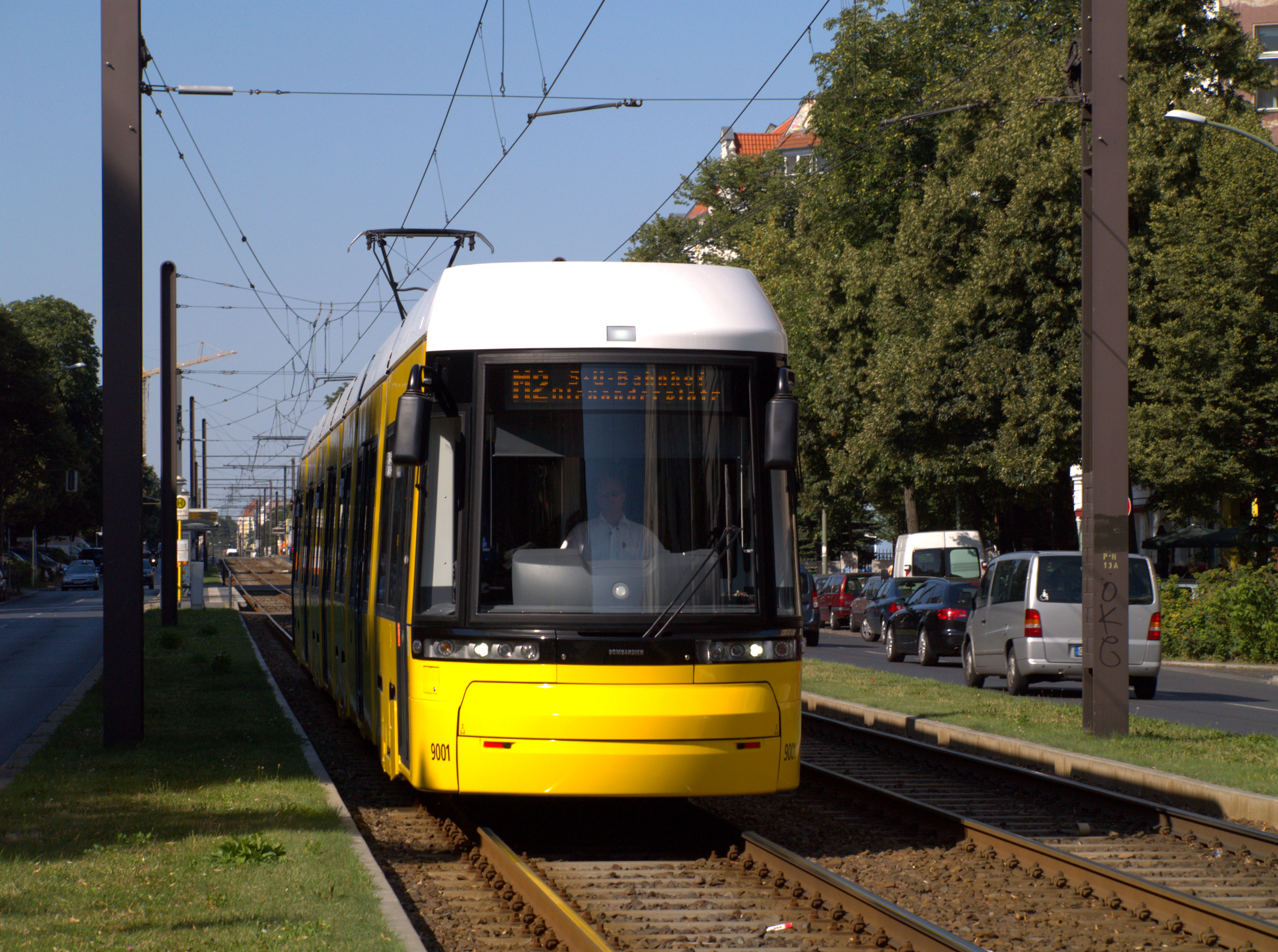
Tram della linea M2 in Prenzlauer Allee.

Dopo la riunificazione della città (3 ottobre 1990) l'amministrazione decise di ampliare gradualmente la rete tranviaria, ripristinando alcuni collegamenti di forza nelle aree centrali e nei quartieri occidentali. Le proposte però sono rimaste in gran parte irrealizzate per mancanza di fondi, anche perché le condizioni obsolete di molte tratte della rete ne avevano reso necessario l'adeguamento a standard più moderni.
Il sistema delle linee è stato riformato due volte: nel 1993 per rispondere meglio ai flussi di traffico mutati, e nel 2004 con l'istituzione delle linee MetroTram, con frequenze e velocità maggiori.
La rete è stata estesa verso gli ex settori occidentali, fra il 1995 e il 1997 con la linea interperiferica verso Gesundbrunnen e il Wedding, e nel 2006 con la linea lungo Bernauer Straße, lungo il tracciato dell'ex muro.
I tram sono stati reintrodotti su Alexanderplatz, creando un importantissimo nodo di scambio fra il centro e i quartieri orientali, in due fasi: nel 1998 e nel 2007.
Dal punto di vista dell'infrastruttura la rete tranviaria berlinese era ed è tutt'oggi un misto di segmenti in promiscuo su sede stradale, tipici di situazioni ereditate da fasi storiche precedenti, e di segmenti in sede propria (per es. al centro di molte "Allee", grandi viali), analoghi ai moderni metro-tram o alle Stadbahnen di molte città tedesche. 
Questa configurazione mista era già presente nella Berlino Est ancora divisa dall'Ovest. Oggi la rete tranviaria rafforza la rete su ferro costituita dai due sistemi U-Bahn (prevalentemente sotterranea) e S-Bahn (prevalentemente di superficie o sopraelevata).
Nel 2011 è stato inaugurato il collegamento per il nuovo quartiere della ricerca scientifica presso Adlershof, servito all'origine dalle linee 60 e 61 e oggi, dopo alcune modifiche di percorso, dalle linee 61 e 63.
Nel 2014, dopo alcuni anni di lavoro, è stato inaugurato il collegamento con la stazione centrale (Hauptbahnhof), con il capolinea situato a Lüneburger Straße, nel quartiere di Alt Moabit. Dopo il completamento dei lavori nella zona di Nordbahnhof, nel 2015, oggi la stazione è servita dalle linee M5, M8, M10 (non tutte le corse di M5, però, servono la stazione: alcune di esse si fermano infatti al tradizionale capolinea di Hackescher Markt). Il prolungamento dei collegamenti con la Stazione di Berlino Centrale fino alla stazione dell'U-Bahn a Turmstraße (U9) è entrato in servizio nel autunno del 2023. 

### Progetti futuri
Esistono progetti per diversi prolungamenti della rete; la scarsità di risorse economiche ne limita però la possibilità di realizzazione.
A medio termine (2025) si prevedono ulteriori prolungamenti della rete. Quelli più urgenti riguardano il prolungamento da Alexanderplatz, in direzione di Potsdamer Platz e del Kulturforum; un collegamento fra la zona scientifica di Adlershof e la stazione di Schöneweide; un miglior interscambio fra la linea 62 e la S-Bahn nella stazione di Mahlsdorf.

## Caratteristiche
La rete, che ha uno scartamento di 1435 mm, si compone di un intricato sistema di tracciati che, nell'area dell'ex Berlino Est in cui sono quasi totalmente estesi, possono vantare un'estensione capillare, con una concentrazione maggiore nella zona fra Alexanderplatz ed Hackescher Markt; oltre a quella periferica a Köpenick. Le linee si trovano per buona parte in sede promiscua ma contano anche un discreto numero di tratte in sede riservata. La rete è quasi tutta compresa nel comune di Berlino, salvo per le uniche 2 linee separate (87 ed 88) che, partendo dalla periferia sud-orientale cittadina, toccano i comuni brandeburghesi di Schöneiche bei Berlin, Woltersdorf (nell'Oder-Spree), e Rüdersdorf bei Berlin (nel Märkisch-Oderland). Nella cinta urbana berlinese si trovano inoltre altre 2 città che possiedono una rete tranviaria, integrate anch'esse nel sistema tariffario della BVG, quali Potsdam (29,4 km, 7 linee) e Strausberg (6,1 km, 1 linea).

## Galleria d'immagini

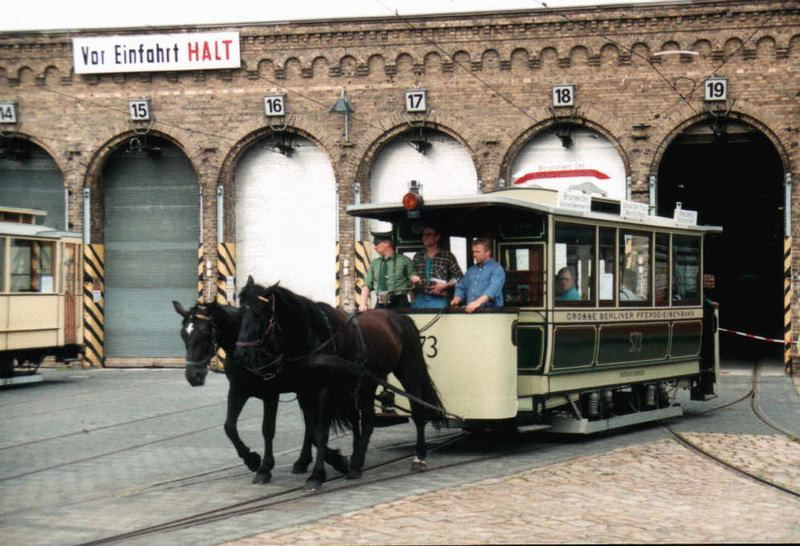
Tram a cavalli in servizio turistico
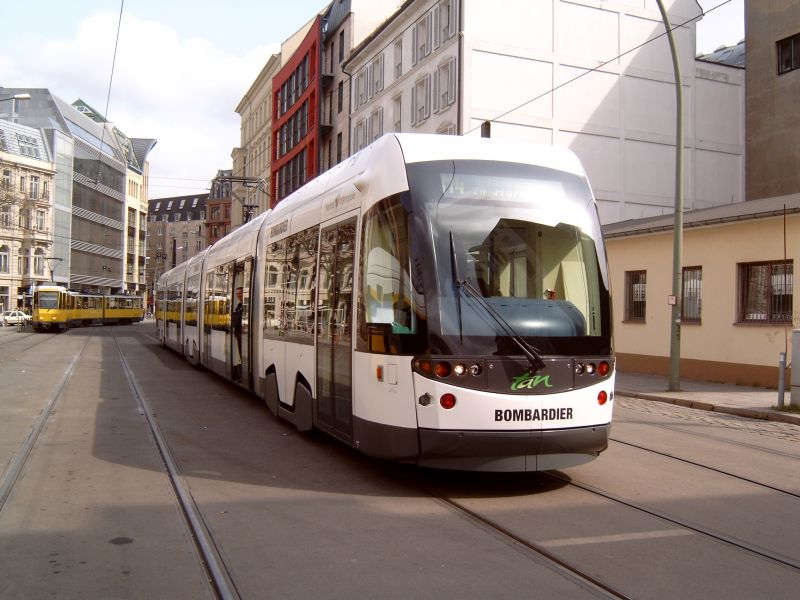
Moderno tram della Bombardier ad Hackescher Markt
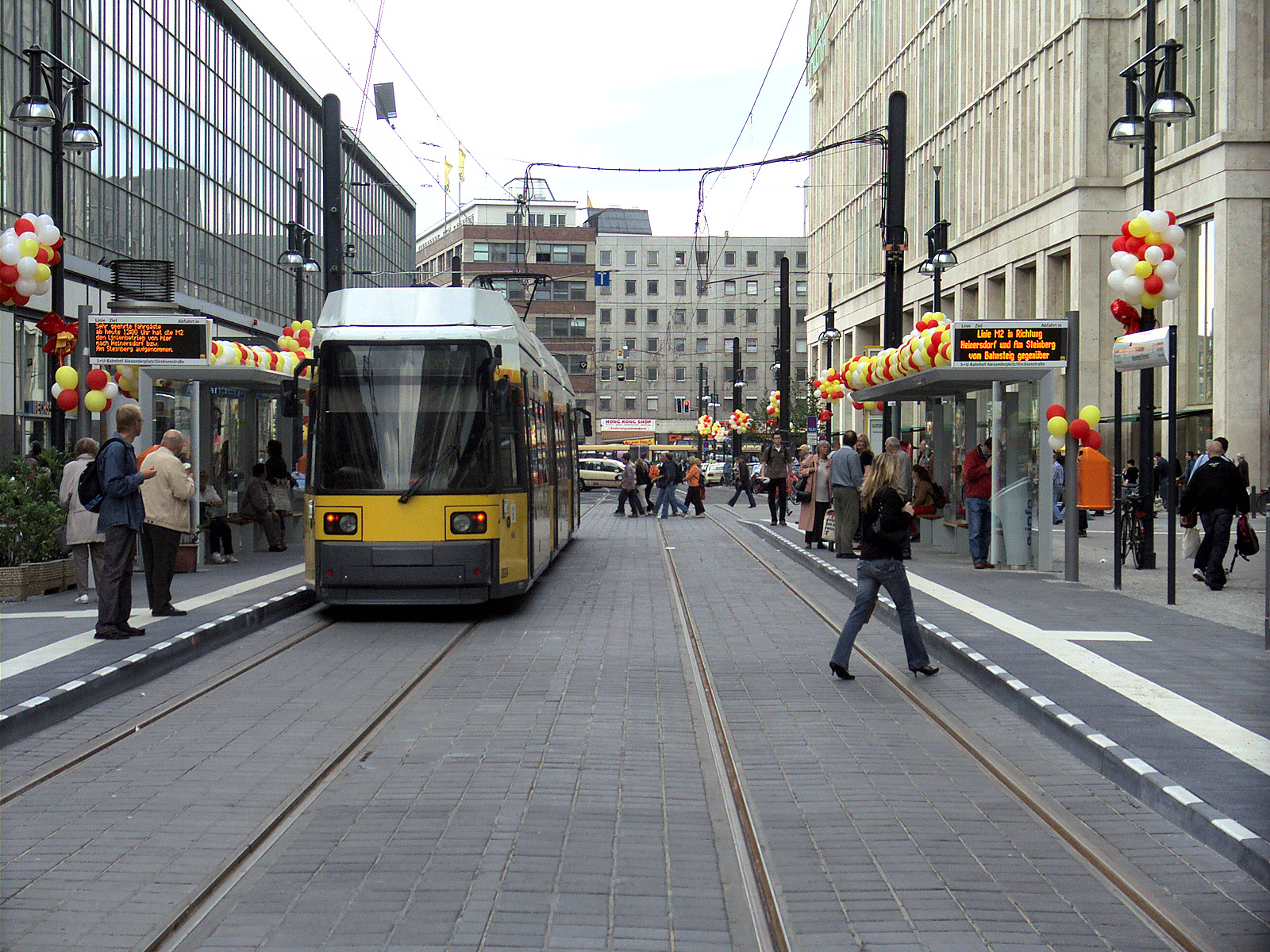
Tram nella nuova fermata "S+U Alexanderplatz/Dircksenstraße"
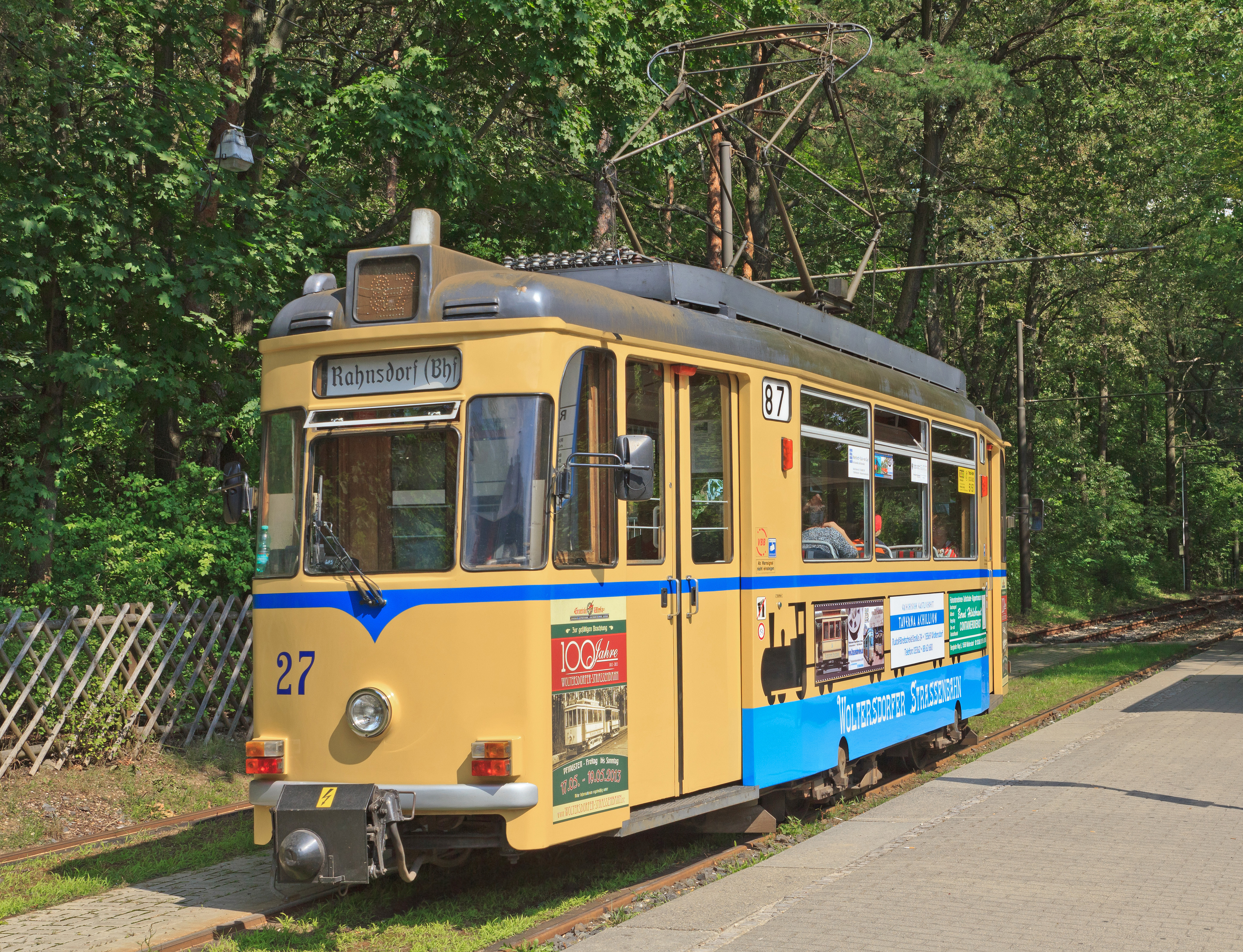
Tram della linea 87 a Woltersdorf

### Esplicative
1. ↑  La linea, a carattere tranviario, fu però classificata come "ferrovia elettrica".

### Bibliografiche
1. ↑  (DE)  Dati ufficiali BVG, formato PDF
2. ↑  Mappa (pdf)